# SPY×FAMILY間諜家家酒 (動畫)
《SPY×FAMILY間諜家家酒》是改編自遠藤達哉創作的同名漫畫的電視動畫。第1季拆分為兩部分，上部分於2022年4月至6月播出，下部分於2022年10月至12月播出；第2季於2023年10月至12月播出。第3季預定於2025年10月播出。

## 登場角色
| 角色名稱            | 配音員     | 配音員 | 配音員 | 配音員 | 配音員   | 備註     |
| 角色名稱            | 日本       | 臺灣   | 臺灣   | 香港   | 中国大陆 | 備註     |
| 角色名稱            | 日本       | 國語版 | 台語版 | 香港   | 中国大陆 | 備註     |
| ------------------- | ---------- | ------ | ------ | ------ | -------- | -------- |
| 旁白                | 松田健一郎 | 曹冀魯 |        |        |          |          |
| 佛傑家              |            |        |        |        |          |          |
| 洛伊德·佛傑         | 江口拓也   | 王辰驊 | 王品超 | 郭俊廷 | 劉聖博   |          |
| 安妮亞·佛傑         | 種崎敦美   | 連思宇 | 林慕青 | 楊婉潼 | 蔣麗     |          |
| 約兒·佛傑           | 早見沙織   | 傅其慧 | 曾莉婷 | 顧詠雪 | 蕭清源   |          |
| 彭德·佛傑           | 松田健一郎 | 孟慶府 | 賴緯   | 張振熙 |          |          |
| 伊甸學園            |            |        |        |        |          |          |
| 學生                |            |        |        |        |          |          |
| 達米安·戴斯蒙德     | 藤原夏海   | 張乃文 | 楊慧玉 | 羅婉楓 | 秦紫翼   |          |
| 貝琪·布萊克貝爾     | 加藤英美里 | 穆宣名 | 曾莉婷 | 陳姻岐 | 徐慧     |          |
| 艾彌爾·艾爾曼       | 佐藤花     |        | 林慕青 |        | 王愫穌   |          |
| 尤恩·愛吉博格       | 岡村明香   |        | 曾莉婷 |        | 蕭清源   |          |
| 喬治·古魯曼         | 堀江瞬     |        | 傅暐霖 |        |          |          |
| 比爾·沃金斯         | 安元洋貴   |        | 宋昱璁 |        |          |          |
| 德米特律斯·戴斯蒙德 | 市川蒼     |        |        |        |          |          |
| 教師                |            |        |        |        |          |          |
| 亨利·韓德森         | 山路和弘   | 符爽   | 高銘孝 |        | 王衡     |          |
| 華特·伊凡斯         | 家中宏     |        |        |        |          |          |
| 梅鐸·史旺           | 浦山迅     |        |        |        |          |          |
| 班尼迪克校長        | 多田野曜平 |        |        |        |          |          |
| 幾何學教師          | 左座翔丸   |        |        |        |          |          |
| 湯瑪士·奧斯汀       | 後藤弘樹   |        |        |        |          |          |
| 費曼老師            | 高橋伸也   |        |        |        |          |          |
| 格林老師            | 白熊寬嗣   |        |        |        |          |          |
| 賽希爾宿舍保姆      | 竹內惠美子 |        |        |        |          |          |
| 戴斯蒙德家          |            |        |        |        |          |          |
| 唐納文·戴斯蒙德     | 土師孝也   |        |        |        |          |          |
| 吉福斯              | 岡井克升   |        |        |        |          |          |
| 布萊克貝爾家        |            |        |        |        |          |          |
| 拜倫·布萊克貝爾     | 左座翔丸   |        |        |        |          |          |
| 瑪莎·馬瑞歐         | 津田匠子   |        |        |        |          |          |
| 西國情報局對東課    |            |        |        |        |          |          |
| WISE局長            | 大塚明夫   |        |        |        |          |          |
| 席爾薇雅·薛伍德     | 甲斐田裕子 | 錢欣郁 |        |        |          |          |
| 費歐娜·佛洛斯特     | 佐倉綾音   |        | 傅暐霖 |        |          |          |
| WISE局長秘書        | 日野未步   |        |        |        |          |          |
| WISE老手特務        | 後藤弘樹   |        |        |        |          |          |
| WISE新手特務        | 白石兼斗   |        |        |        |          |          |
| 國家保安局          |            |        |        |        |          |          |
| 尤利·布萊爾         | 小野賢章   | 鍾少庭 | 鍾少庭 |        | 鍾巍     |          |
| 尤利·布萊爾         | 熊谷海麗   |        | 林慕青 |        |          | [ 註 2 ] |
| SSS中尉             | 加瀨康之   |        |        |        |          |          |
| SSS局長             | 齊藤次郎   |        |        |        |          |          |
| SSS長官             | 後藤弘樹   |        |        |        |          |          |
| 花園                |            |        |        |        |          |          |
| 花園店長            | 諏訪部順一 |        |        |        |          |          |
| 馬修·麥克馬洪       | 堀內賢雄   |        |        |        |          |          |
| 伯林特市政府        |            |        |        |        |          |          |
| 卡蜜拉              | 庄司宇芽香 |        |        |        |          |          |
| 米莉                | 石見舞菜香 |        |        |        |          |          |
| 雪倫                | 熊谷海麗   |        |        |        |          |          |
| 多明尼克            | 梶川翔平   |        |        |        |          |          |
| 吉姆·海沃德         | 高橋伸也   |        |        |        |          |          |
| 班茲                | 小畑昌文   |        |        |        |          |          |
| 艾曼                | 虎島貴明   |        |        |        |          |          |
| 比德斯              | 左座翔丸   |        |        |        |          |          |
| 葛雷切黑幫家族      |            |        |        |        |          |          |
| 歐爾嘉·葛雷切       | 遠藤綾     |        |        |        |          |          |
| 格拉姆·葛雷切       | 大井麻利衣 |        |        |        |          |          |
| 瑞伯                | 寺島惇太   |        |        |        |          |          |
| 情報商              | 興津和幸   |        |        |        |          |          |
| 殺手首領            | 鳥海浩輔   |        |        |        |          |          |
| 鎖鐮殺手巴納比      | 小畑昌文   |        |        |        |          |          |
| 狙擊手              | 丹羽正人   |        |        |        |          |          |
| 鉤爪殺手            | 高橋伸也   |        |        |        |          |          |
| 毒霧殺手            | 藤原聖侑   |        |        |        |          |          |
| 鋼絲殺手愛絲梅拉達  | 熊谷海麗   |        |        |        |          |          |
| 環刃殺手            | 未列名     |        |        |        |          |          |
| 電擊棒殺手          | 佐久間元輝 |        |        |        |          |          |
| 武士刀殺手          | 小松史法   |        |        |        |          |          |
| 其他東國、西國角色  |            |        |        |        |          |          |
| 弗朗基·富蘭克林     | 吉野裕行   | 孟慶府 | 賴緯   |        | 劉垚     |          |
| 艾德嘉              | 斧篤志     |        |        |        |          |          |
| 卡蓮                | 大井麻利衣 |        |        |        |          |          |
| 小阮                | 村井雄治   |        |        |        |          |          |
| 孤兒院院長          | 後藤弘樹   |        |        |        |          |          |
| 裁縫店店長          | 竹內惠美子 |        |        |        |          |          |
| 裁縫店店員          | 佐藤花     |        |        |        |          |          |
| 布列南次長          | 梶川翔平   |        |        |        |          |          |
| 搶劫犯              | 虎島貴明   |        |        |        |          |          |
| 伊凱尼耶魯          | 左座翔丸   |        |        |        |          |          |
| 肯恩                | 清都亞理沙 |        |        |        |          |          |
| 哈利·泰勒           | 岡井克升   |        |        |        |          |          |
| 奇斯·克卜勒         | 高橋廣樹   |        |        |        |          |          |
| 克里斯              | 虎島貴明   |        |        |        |          |          |
| 卡特                | 小畑昌文   |        |        |        |          |          |
| 布朗茲外長          | 坂東尚樹   |        |        |        |          |          |
| 莫妮卡·麥克布萊德   | 唯野明里   |        |        |        |          |          |
| 東雲                | 中村悠一   |        |        |        |          |          |
| 傑克·古魯曼         | 後藤弘樹   |        |        |        |          |          |
| 凱比·坎貝爾         | 上田燿司   |        |        |        |          |          |
| 凱羅·坎貝爾         | 新祐樹     |        |        |        |          |          |
| 金·坎貝爾           | 松田颯水   |        |        |        |          |          |
| 亞南·博威克         | 左座翔丸   |        |        |        |          |          |
| 卡坦·博威克         | 虎島貴明   |        |        |        |          |          |
| 沃爾森              | 佐久間元輝 |        |        |        |          |          |
| 鮑伯                | 中野泰佑   |        |        |        |          |          |
| 艾力克·扎卡里斯     | 岡井克升   |        |        |        |          |          |
| 扎卡里斯的妻子      | 佐藤花     |        |        |        |          |          |
| 赤紅馬戲團殘黨      | 岸尾大輔   |        |        |        |          |          |
| 福蘭克林·珀金       | 田所陽向   |        |        |        |          |          |
| 珀金的父親          | 中博史     |        |        |        |          |          |
| 凱西                | 大井麻利衣 |        |        |        |          |          |
| 欣蒂                | 未列名     |        |        |        |          |          |
| 貝涅特太太          | 熊谷海麗   |        |        |        |          |          |
| 縱火犯              | 左座翔丸   |        |        |        |          |          |
| 劇中劇角色          |            |        |        |        |          |          |
| 《間諜大戰爭》角色  |            |        |        |        |          |          |
| 彭德曼              | 中野泰佑   |        |        |        |          |          |
| 哈妮公主            | 小牧未侑   |        |        |        |          |          |
| 彭德曼的司令官      | 佐久間元輝 |        |        |        |          |          |
| 劇中旁白            | 後藤弘樹   |        |        |        |          |          |
| 特務M               | 加藤英美里 |        |        |        |          |          |
| 《伯林特戀曲》角色  |            |        |        |        |          |          |
| 文森                | 日野聰     |        |        |        |          |          |
| 索妮雅              | 上田麗奈   |        |        |        |          |          |

## 製作人員
- 原作：遠藤達哉
- 導演：古橋一浩
- 劇本統籌：古橋一浩（第一季）→大河內一樓（第二季）[8]
- 助理導演：片桐崇、高橋謙仁、原田孝宏
- 角色設計：嶋田和晃
- 道具設計：反田誠二、手島舞、松尾優
- 美術設計：谷内優穗、杉本智美、金平和茂
- 美術監督：永井一男、薄井久代
- 色彩設計：橋本賢
- 攝影監督：伏原茜
- 3DCG監督：今垣佳奈
- 剪輯：齋藤朱里
- 音響監督：秦昌二（日语：はたしょう二）
- 音樂製作：東寶音樂
- 音樂製作人：小林健樹
- 音樂：宮崎誠、睦月周平（(K)NoW_NAME）
- 執行製作人：山中一孝、高橋敦司、林辰朗
- 製作人：齋藤雅哉、村上真麻、山内未來、中武哲也、福島祐一、山守貴子
- 動畫製作人：林加都惠、山中一樹、伊藤泰斗
- 動畫製作：WIT STUDIO、CloverWorks
- 製作：《SPY×FAMILY間諜家家酒》製作委員會

## 主題曲
第1季
片頭曲
混合堅果（第2集—第12集）
作詞、作曲：藤原聰；編曲、主唱：Official髭男dism
SOUVENIR（第13集—第25集）
作詞、作曲：藤原基央；編曲：BUMP OF CHICKEN & MOR；主唱：BUMP OF CHICKEN
片尾曲
喜劇（第1集、第3集—第12集）
作詞、作曲、編曲、主唱：星野源
色彩（第13集—第25集）
作詞、作曲、編曲：Kujira；主唱：yama
插曲
TBD（第5集）
作詞：(K)NoW_NAME:AIJ；作曲、編曲：(K)NoW_NAME:Makoto Miyazaki；主唱：(K)NoW_NAME:Ayaka Tachibana
Breeze（第19集）
作詞：(K)NoW_NAME:NIKIIE；作曲、編曲：(K)NoW_NAME:Makoto Miyazaki；主唱：(K)NoW_NAME:NIKIIE
（第24集）
作詞：遠藤達哉；作曲、編曲：(K)NoW_NAME:Makoto Miyazaki；主唱：約兒·佛傑（早見沙織）
GOOD DAY（第24集）
作曲、編曲：(K)NoW_NAME:Shuhei Mutsuki；作詞、主唱：(K)NoW_NAME:NIKIIE
第2季
片頭曲目眩神迷
作詞、作曲：meiyo；編曲、演奏：菅野洋子 × SEATBELTS；主唱：Ado
片尾曲
主唱、作詞、作曲、編曲：Vaundy
插曲
Little steps（第27集）
作詞：(K)NoW_NAME:NIKIIE；作曲、編曲：(K)NoW_NAME:Shuhei Mutsuki；主唱：(K)NoW_NAME:NIKIIE
Garden（第33集）
作詞：(K)NoW_NAME:NIKIIE；作曲、編曲：(K)NoW_NAME:Makoto Miyazaki；主唱：(K)NoW_NAME:NIKIIE
Until the End（第34集）
作詞：(K)NoW_NAME:NIKIIE；作曲、編曲：(K)NoW_NAME:Makoto Miyazaki；主唱：(K)NoW_NAME:Ayaka Tachibana
Uneven Fruit（第35集）
作詞：(K)NoW_NAME:NIKIIE；作曲、編曲：(K)NoW_NAME:Shuhei Mutsuki；主唱：(K)NoW_NAME:NIKIIE

## 劇集列表

### 總覽
| 季數 | 集数 | 集数 | 首播日期      | 首播日期       |
| 季數 | 集数 | 集数 | 首映          | 季终           |
| ---- | ---- | ---- | ------------- | -------------- |
| 1    | 25   | 12   | 2022年4月9日  | 2022年6月25日  |
| 1    | 25   | 13   | 2022年10月1日 | 2022年12月24日 |
| 2    | 12   | 12   | 2023年10月7日 | 2023年12月23日 |

### 第1季（2022年）
| 第1部 |    |                                                  |                    |                   |                   |                                                                   |                   |                |                            |
| 1 | 1  | 行動代號〈梟〉 （）                              | 河口友美           | 古橋一浩          | 古橋一浩          | 淺野恭司、松尾優                                                  | 嶋田和晃          | 2022年4月9日   | 1（1）                     |
| 為了緩和西國和其鄰國東國之間的緊張關係，西國情報機構指派麾下的王牌間諜「黃昏」，刺探東國國家統一黨的黨魁唐納文·戴斯蒙德。為此黃昏必須建構家庭，並讓自己的「孩子」進入東國名校伊甸學園，藉此順利接近戴斯蒙德。黃昏以假身份「洛伊德·佛傑」收養孤兒院女童安妮亞。而他並不知道安妮亞其實擁有讀心術，相遇不久已發現他的真實身分。對間諜充滿好奇的安妮亞，做了許多令人不明所以的行動，讓沒有養育經驗的黃昏很苦惱。一次，安妮亞不小心向對黃昏懷恨在心的東國高官艾德嘉發送訊號，導致被艾德嘉的手下綁架。黃昏偽裝成一個手下救出安妮亞，並以艾德嘉的女兒威脅對方就此罷手。偽裝的黃昏試圖將危險狀況胡混過去，並讓安妮亞前往別的孤兒院，但安妮亞仍希望留下。考量到安妮亞四處奔波的身世經歷，黃昏便決定留住她。兩人以父女身份搬入新家，安妮亞也順利通過伊甸學園的入學考試。然而數日後，他們被告知第二階段的面試必須要由父母兩人帶著孩子一起參加，而這個家庭並沒有母親。 |    |                                                  |                    |                   |                   |                                                                   |                   |                |                            |
| 2 | 2  | 找好扮演妻子的人吧 （）                          | 山崎莉乃           | 古橋一浩          | 原田孝宏          | 嶋田和晃、三浦龍                                                  | 嶋田和晃          | 2022年4月16日  | 2（1）                     |
| 約兒·布萊爾是一名27歲的女性政府公務員，卻因未婚而被同事排擠。不為人知的是，約兒一直以來為了自己和弟弟尤利的生計，在東國的「花園」組織裡擔任殺手，代號為「睡美人」。某天，約兒和洛伊德在服飾店巧遇，安妮亞靠讀心察覺到她的身份與煩惱後，促使她和洛伊德互相合作，洛伊德作為約兒參加同事聚會的搭檔，而約兒則冒充妻子參加伊甸學園的面試。在聚會當日，黃昏因為另有攔截藝術品走私集團的任務而遲到，倉促結束任務時因過於匆忙，他到場時誤稱自己是「約兒的丈夫」。他們在被約兒的同事們認定夫妻關係後便離開聚會，但隨即遭到走私集團的餘黨追擊。在洛伊德和約兒各有隱暪下，大家都理所當然地以拳腳迎擊。約兒意識到洛伊德並沒有對自己的古怪行為反感，並發現有個伴侶可以讓自己獲得益處，便詢問洛伊德是否願意延續交換條件而進行假結婚。洛伊德同意後拔掉手榴彈的拉環當作結婚戒指，扔向後方的手榴彈則炸死尾隨的餘黨，兩人也在爆炸聲中許下結婚誓言。                          |    |                                                  |                    |                   |                   |                                                                   |                   |                |                            |
| 3 | 3  | 做好考前準備吧 （）                              | 谷村大四郎         | 古橋一浩          | 片桐崇            | 藤井大輝、山田真也                                                | 淺野恭司          | 2022年4月23日  | 3（1）                     |
| 約兒正式搬進洛伊德和安妮亞的公寓，並受到安妮亞的熱烈歡迎。洛伊德透過模擬面試來訓練安妮亞和約兒，但不滿意她們的表現。洛伊德便決定全家出遊，進行諸如聽歌劇、參觀美術館、參與政治集會等上流社會的活動。然而安妮亞的讀心術使她在人群中會感到不舒服，洛伊德便帶她到公園放鬆，並開始擔憂任務成敗。他們在公園目睹一名搶匪搶走一位老婦人的錢包，約兒隨即上前捉拿搶匪，而安妮亞亦以能力找出混入人群的搶匪，並暗示洛伊德搶匪所在處。洛伊德成功緝拿搶匪，並把錢包還給老婦人，老婦人表示感謝的同時，還表示洛伊德、約兒和安妮亞是個美好的三口之家。當晚洛伊德又進行一次模擬面試，並獲得比前一次更好的結果。洛伊德心想如果三人能被老婦人視為一家人，任務還有成功的希望。 |    |                                                  |                    |                   |                   |                                                                   |                   |                |                            |
| 4 | 4  | 名校面試 （）                                    | 山崎莉乃           | 長井龍雪          | 松井健人          | 上武優也、米澤彩織 安留雅彌、三浦龍 村井夏織                      | 嶋田和晃          | 2022年4月30日  | 4—5（1）                   |
| 面試當日，佛傑一家才剛踏進伊甸學園，洛伊德便注意到由亨利·韓德森率領的教職員正暗中替所有人打分數。韓德森極為重視「優雅」，並將所有他認為不合此標準的家庭都取消資格。洛伊德便引導安妮亞和約兒，讓她們的舉止符合韓德森的標準。然而，學園裡飼養的動物突然逃離畜欄，約兒稍稍動用點穴讓領頭的乳牛動彈不得，而安妮亞以讀心術安撫乳牛。佛傑一家順利平息意外，也獲得韓德森的尊重。三人進到面試會場，接受包括韓德森在內的三位舍監面試。但其中一位舍監梅鐸·史旺假借面試來發洩自己最近因離婚而產生的憤怒情緒，故意逼迫安妮亞在舊媽媽和約兒之間選出較好的媽媽，令安妮亞傷心大哭、讓約兒幾近失控、還讓洛伊德一怒之下以“打蚊子”為由一拳揍裂桌子。洛伊德決定就此結束面試以抗議史旺的言行，因此醒悟的韓德森出於對洛伊德的尊重而痛打史旺一拳。回到家後，洛伊德暗忖面試不會有好結果，但約兒和安妮亞鼓勵他要抱持希望。                                                         |    |                                                  |                    |                   |                   |                                                                   |                   |                |                            |
| 5 | 5  | 放榜結果 （）                                    | 河口友美           | 笹木信作          | 高橋謙仁          | 南東壽幸、伊澤珠美 村上達也、岡本達明 宮川智惠子                  | 淺野恭司          | 2022年5月7日   | 6（2）                     |
| 伊甸學園揭曉榜單，安妮亞卻沒有上榜。所幸在韓德森的安排下，安妮亞列為替補合格者名單榜首。由於每年都會有人放棄入學，她得以成功獲得該校錄取。為了慶祝，洛伊德答應安妮亞的要求，連同協助自己情蒐的弗朗基，及其它情報單位的同事，租下一座主題樂園城堡上演一齣「間諜拯救公主」的戲碼。弗朗基扮演壞人「擄走」扮演公主的安妮亞，而洛伊德扮演間諜「洛伊德曼」，突破重圍抵達終點，擊敗醉酒的約兒所扮演的魔女後「救出」安妮亞，而滿足願望的安妮亞答應會努力上學。 |    |                                                  |                    |                   |                   |                                                                   |                   |                |                            |
| 6 | 6  | 好朋友大作戰 （）                                | 谷村大四郎         | 山本陽介          | 山本陽介          | 阿久澤友惠、田中裕介 金明嬉、三浦龍 、村井夏織 伊藤香織、上武優也 | 淺野恭司          | 2022年5月14日  | 7—8（2）                   |
| 黃昏因有任務在身，約兒獨自帶安妮亞領取先前訂做的校服，並在回程時到公園散心。約兒見到其他的母子談論晚餐菜色，認為自己也該為安妮亞盡母親的責任，因此到超市採買晚餐食材。但四名混混趁約兒不注意時拐走安妮亞，當他們還在盤算如何勒索時，約兒趕來營救並立刻擊倒其中一人。她宣稱自己是安妮亞的母親，並在救安妮亞脫困後教她防身術。入學典禮當天，安妮亞得知自己必須在伊甸學園獲得八枚象徵優良表現的「星章」，才能讓洛伊德順利出席戴斯蒙德所屬的「皇帝的學徒」懇親會。反之若因犯錯而獲得八枚「雷電」，安妮亞就會被退學。在黃昏暗中安排下，安妮亞和戴斯蒙德的次子達米安同班，但兩人卻未如黃昏所期望的順利打好關係。由於達米安持續刁蠻自己，安妮亞賞記他一記正拳，因此獲得一枚雷電，讓黃昏的「加入懇親會」的計劃A和「好朋友大作戰」的計劃B同時變得窒礙難行。 |    |                                                  |                    |                   |                   |                                                                   |                   |                |                            |
| 7 | 7  | 目標的次子 （）                                  | 河口友美           | 古橋一浩          | 堀口和樹          | 松尾優、岡郁美                                                    | 淺野恭司          | 2022年5月21日  | 9—10（2）                  |
| 第一天上課時，同學們都暗中談論著安妮亞的暴力行為，讓安妮亞感到難受。班上只有因為前次事件而結交的好友貝琪站在她的一方。為使黃昏的計畫順利進行，黃昏潛入校園中一直給安妮亞過多的提醒，而安妮亞亦一直找機會向達米安道歉，但屢次被貝琪阻止，直至黃昏在午餐時間將其支開。在安妮亞準備道歉時，達米安的跟班在心中嘲諷她，頓時讓安妮亞哭著道歉，反而讓達米安暗生微妙情愫。但害羞逞強的達米安拒絕接受道歉，讓不知就裡的黃昏和安妮亞都只覺「好朋友大作戰」受阻。洛伊德有鑑於此，打算培養安妮亞成為優等生，無奈他準備的教學方案造成了反效果。約兒談及自己和尤利的相處，讓洛伊德體悟到安妮亞成為優等生的前提，是自己必須先成為出色的父親，而約兒同時也更積極參與教養安妮亞一事。另一方面，尤利對姊姊的突然結婚感到錯愕。 |    |                                                  |                    |                   |                   |                                                                   |                   |                |                            |
| 8 | 8  | 對祕密警察偽裝作戰 （）                          | 山崎莉乃           | 今井友紀子        | 今井友紀子        | 瀧原美樹、牛尾優衣 田村里美、仲田美步                             | 嶋田和晃          | 2022年5月28日  | 11（2） 12（3）            |
| 安妮亞的學業表現仍不理想，使洛伊德擔心她是否能在四個月內獲得足夠的星章。尤利表面上是公務員，真正職務是任職於東國國家保安局的菁英少尉。身為姊控的他很難接受姊姊結婚一事，便突然拜訪佛傑家，同時也刺探著姊夫的底細。尤利沒能成功刁難洛伊德，氣得飲酒洩憤並酩酊大醉。在交談中，洛伊德發現尤利在回答時使用東國情報局提供的對答範本，因而推斷出他任職於保安局。酒醉的尤利發現洛伊德和約兒因為觸碰對方的手而害羞，便要求兩人在自己面前接吻以證明他們是夫妻，否則會向市政府要求撤銷婚姻。 |    |                                                  |                    |                   |                   |                                                                   |                   |                |                            |
| 9 | 9  | 裝出恩愛的模樣吧 （）                            | 加藤穗乃伽         | 片桐崇            | 片桐崇            | 下條祐未、伊澤珠美 宮川智惠子                                     | 淺野恭司          | 2022年6月4日   | 13—14（3）                 |
| 尤利見到準備接吻的洛伊德和約兒，內心實在無法接受，便上前阻止兩人。約兒也對接吻感到抗拒，羞得想甩洛伊德一巴掌，卻意外打飛尤利，使此事不了了之。在尤利告別時，他仍無法接受洛伊德。雖然黃昏對相互扶持的布萊爾姊弟感到羨慕，但他仍對約兒抱持戒心，懷疑她是為了接近自己才同意假結婚。為了確認此事，黃昏在約兒身上偷裝竊聽器，並主動出擊蒐證。約兒認為自己在尤利來訪時沒能扮演好妻子的角色，並感到困擾不已，在她公出時，黃昏和弗朗基喬裝成祕密警察，試圖從約兒口中得知她是否知道尤利的正職，並從她的反應判斷她並不知情。在消除疑慮後，洛伊德回收竊聽器，並鼓勵約兒更坦率地做自己，使約兒對自己能和洛伊德結婚感到欣慰。 |    |                                                  |                    |                   |                   |                                                                   |                   |                |                            |
| 10 | 10 | 躲避球大作戰 （）                                | 谷村大四郎         | 高橋謙仁          | 高橋謙仁          | 下條祐未、伊澤珠美 宮川智惠子、村上達也 南東壽幸                  | 淺野恭司          | 2022年6月11日  | 短篇4（6） 15（3）         |
| 安妮亞聽說在伊甸學園體育課的躲避球賽中，獲勝班級的MVP可獲得一顆星章，便試圖取得星章以協助任務，她也注意到達米安對獲得其父親認同的執著。在球場上，達米安從比爾強勁的攻勢中保護安妮亞，安妮亞也摒棄前嫌為達米安報仇，但其就在完全把握不到母親教學下仍輸掉比賽。韓德森及後向比爾澄清贏得此課堂上的賽事不會獲得星章。雖然安妮亞最後並未取勝，達米安對她的感覺走向複雜化，而兩人為彼此著想的精神仍獲得韓德森的讚許。 |    |                                                  |                    |                   |                   |                                                                   |                   |                |                            |
| 11 | 11 | 星星 （）                                        | 山崎莉乃           | 赤井俊文          | 赤井俊文          | 山口智、上武優也 米澤彩織、田寄雅郁                               | 高田晃            | 2022年6月18日  | 16—17（3）                 |
| 洛伊德發現安妮亞在學業、體能、藝術方面的表現都不出色，決定和她一起到醫院擔任志工，試圖以社會貢獻換取星星，但安妮亞什麼事都辦不好，被醫院方面趕出去。直到臨走前，她以讀心能力發現有傷者在復健用泳池溺水，儘管她沒有能力救人，也沒法隨便說出感應的事，但最後還是跳入泳池。隨後趕到的洛伊德把兩人都救上岸，而安妮亞也因為救人有功而拿下第一顆星星。之後貝琪和達米安的說辭，均讓其幻想寵物狗可以讓其達成黃昏爭取和平的宏願，於是她向洛伊德表示想養狗，作為自己摘星的禮物。這時候，一隻置於籠中、與同伴皆被粗暴對待的狗，腦子裡突然閃現出即將跟佛傑家相遇的一幕。 |    |                                                  |                    |                   |                   |                                                                   |                   |                |                            |
| 12 | 12 | 企鵝園 （）                                      | 谷村大四郎         | 北川朋哉 原科大樹 | 北川朋哉          | 原科大樹                                                          | 嶋田和晃          | 2022年6月25日  | 番外1（2） 短篇1（4）      |
| 過多的額外任務使黃昏被鄰居抱持是否顧家的懷疑。為了使鄰居相信佛傑家是幸福的一家，洛伊德趁週末時帶安妮亞和約兒到水族館遊玩，然而中途又接到新任務，得知水族館內的某隻企鵝成為恐怖份子的走私媒介。安妮亞暗中協助黃昏完成任務，並誘導約兒擊敗恐怖份子的接頭人。筋疲力竭的洛伊德成功使鄰居相信佛傑家的和樂關係，並給安妮亞買一隻企鵝絨毛布偶。次日，安妮亞用布偶玩扮演間諜的遊戲，但在她打算進洛伊德和約兒的房間時遭到責罵。為了安撫傷心的安妮亞，兩人只好和安妮亞一起到街上玩。 |    |                                                  |                    |                   |                   |                                                                   |                   |                |                            |
| 第2部 |    |                                                  |                    |                   |                   |                                                                   |                   |                |                            |
| 13 | 13 | 〈〉計劃 （）                                    | 加藤穗乃伽         | 久保雄介          | 久保雄介          | STUDIO COLORIDO 西村幸惠、車谷紗由美                              | 淺野恭司          | 2022年10月1日  | 18—19（4）                 |
| 佛傑家到寵物店挑選寵物狗，但安妮亞都不滿意，黃昏突然接到保護造訪的西國外長布朗茲免於被暗殺的緊急指令，因此約兒和安妮亞便到收容中心參加認養會。黃昏靠變裝演戲使一名落網的恐怖分子成員坦承，暗殺手段是在一群經受訓練的狗身上綑綁炸藥。在認養會上，安妮亞以讀心能力發現某隻將被安裝炸彈的白色大狗心裡想著佛傑家，便瞞著約兒外出找狗，並因此被恐怖份子逮住。這隻狗是東國舊政權計劃的實驗品，為基於軍事用途而培育的高智商軍用犬。在狗拯救安妮亞脫困時，安妮亞發現狗具有預知未來的超能力，並試圖和牠協力解決此事以獲取星章。雖然安妮亞很快被恐怖分子追上，但約兒及時趕到並將其制伏。 |    |                                                  |                    |                   |                   |                                                                   |                   |                |                            |
| 14 | 14 | 解除定時炸彈吧 （）                              | 河口友美           | 三浦貴博          | 原田孝宏          | 河合拓也                                                          | 嶋田和晃          | 2022年10月8日  | 20—21（4）                 |
| WISE成功搜捕恐怖團體全員，唯一未落網的主嫌奇斯將炸彈安裝在最後一個藏身處中作為“開門即爆”的詭雷，並帶著最後一隻炸彈犬駕車逃離。安妮亞透過讀取狗的心智得知黃昏將被詭雷炸死，便擅自從約兒身邊離開，事先趕到藏身處中留下警告訊息，得以讓黃昏逃過死劫。之後黃昏偽裝成布朗茲，駕車誘騙奇斯至一條羊腸小道，等到對方派出炸彈犬的一刻進行阻止。 |    |                                                  |                    |                   |                   |                                                                   |                   |                |                            |
| 15 | 15 | 新的家人 （）                                    | 谷村大四郎         | 赤根健良 片桐崇   | 高橋謙仁          | 宮川智惠子、小谷杏子                                              | 淺野恭司          | 2022年10月15日 | 22—23（4）                 |
| 黃昏制伏炸彈犬，而約兒則碰巧擊倒駕車逃亡的奇斯，使這次恐攻事件落幕，同時加深黃昏企圖盡快結束冷戰的決心。在佛傑一家團聚後，安妮亞寧願不再上學也堅持要養這隻狗，逼得深感工作繁重的洛伊德只能妥協。在佛傑家帶狗到公園玩耍時，安妮亞的手套不翼而飛，在狗幫安妮亞取回手套後，安妮亞聯想到自己喜愛的諜報動畫《》有類似情節，便以該動畫主人公「彭德曼」之名將狗取名為「彭德」。 |    |                                                  |                    |                   |                   |                                                                   |                   |                |                            |
| 16 | 16 | 約兒 廚房 （）情報商的戀愛大作戰 （）            | 加藤穗乃伽         | 都築遙            | 都築遙            | 田中裕介、田寄雅郁                                                | 嶋田和晃          | 2022年10月22日 | 24（5）短篇2（4）          |
| 約兒向同事卡蜜拉學烹飪，還找尤里前來幫忙試吃，卻把食材和廚房弄得一團亂，各種成果也令人作嘔。最終卡蜜拉建議約兒做她母親常做的南方燉菜，結果大獲成功，回家再弄時也讓曾經畏懼的洛伊德和安妮亞很滿意，不過約兒另一道即興自創的料理，依然難以下嚥。弗朗基暗戀雪茄俱樂部的店員莫妮卡，找黃昏為自己出謀劃策。黃昏解說了自己的樹狀圖思考模式，甚至變裝後和他練習對話，但他還是因為外貌平庸而沒能博得美人心。洛伊德與家人在街上偶遇弗朗基時意識到他在逞強，於是把帶安妮亞的工作交給約兒，陪弗朗基借酒澆愁。 |    |                                                  |                    |                   |                   |                                                                   |                   |                |                            |
| 17 | 17 | 進行獅啾作戰吧 （）〈鋼鐵淑女〉 （）蛋包飯♡ （） | 加藤穗乃伽         | 笹木信作          | 本間修            | 伊澤珠美、齋藤千尋                                                | 淺野恭司          | 2022年10月29日 | 25（5）短篇5（7）後記（5） |
| 安妮亞試圖用他們一家伴隨彭德而新拍的一張全家福討好達米安，然而還是沒奏效，反而使貝琪對照片上的洛伊德一見鍾情。在美勞課上，安妮亞想協助達米安做勞作，以拉近和他的關係，雖然兩人的合作因著各種自私想法而鬧得不愉快，但達米安的作品仍在評判的奇特品味下獲得金賞。當晚達米安跟管家通話，知道始終未能親身改善和父親的關係，惟有持續以皇帝的學徒為目標。該集還提及黃昏向上司席爾薇雅彙報進度時的趣事，以及約兒做蛋包飯給尤利吃的往事。 |    |                                                  |                    |                   |                   |                                                                   |                   |                |                            |
| 18 | 18 | 家庭教師舅舅 （）〈東雲〉 （）                   | 谷村大四郎         | 兒玉亮            | 兒玉亮            | 牛尾優衣、金明嬉 村井夏織、田寄雅郁 伊藤香織、田中裕介            | 嶋田和晃          | 2022年11月5日  | 26（5）27（5）             |
| 伊甸學院期中考試將至，成績優異者會被授予星章，不及格者則會獲得雷電。由於安妮亞的讀心能力受月食影響而無法在考試當天使用，約兒便請尤利教安妮亞讀書。儘管首次深入交流的尤利成功激起安妮亞的鬥志，但她的進步仍然有限。為確保計畫萬無一失，黃昏潛入學校竄改安妮亞的考卷，還暗中與間諜同行東雲交涉，直到最後發現安妮亞由於考前的努力，四科的成績都勉強及格。 |    |                                                  |                    |                   |                   |                                                                   |                   |                |                            |
| 19 | 19 | 對戴斯蒙德的復仇計劃 （）母親，化為一陣風 （）   | 山崎莉乃久尾歩     | 原英和            | 原英和            | 伊澤珠美、下條祐未 南東壽幸、松尾優                               | 淺野恭司          | 2022年11月12日 | 28（5）原創                |
| 安妮亞的同學喬治·古魯曼的家族製藥公司，因為受戴斯蒙德集團影響而即將破產。當花錢請管家委託間諜竄改達米安的成績失敗後，喬治企圖栽贓達米安抽菸和施暴，直到被安妮亞出手阻止。喬治認為自己也將流落街頭，同學們於是在貝琪帶領下實現他各種奢侈的願望，讓他毫無遺憾地休學。然而古魯曼公司僅是遭併購，使第二天要如往常一樣上學的喬治，從此在知曉經過的全校學生面前顏面盡失、無地自容。約兒在安妮亞上學後發現她忘記帶東西，不得不以跑酷的方式直奔學校，但最後才知道自己白跑一趟。回程時，原本躲在暗處監察安妮亞學習的黃昏，為了安慰她而和她到外方共進午餐。 |    |                                                  |                    |                   |                   |                                                                   |                   |                |                            |
| 20 | 20 | 調查綜合醫院吧 （）解讀難懂的暗號吧 （）         | 山崎莉乃久尾歩     | 今井友紀子        | 今井友紀子        | 牛尾優衣、米澤彩織 内野櫻                                         | 嶋田和晃          | 2022年11月19日 | 29（5）原創                |
| 為了完成社會學習作業，安妮亞試圖詢問父母的工作，由於約兒的職業會隨意出現見不得光的事情，洛伊德便帶她參觀綜合醫院。洛伊德的同事對他評價極佳，在採訪結束後，安妮亞差點受困在洛伊德的緊急秘密通道內，而事後她以散亂筆記整理的報告也引起班級和學校的誤會，所幸兩者最終都有驚無險。安妮亞模仿間諜動畫情節自製暗號，並到處分送暗號，而弗朗基誤以為這是情書，解出暗號並準時赴約，但睡過頭的安妮亞反倒失約。 |    |                                                  |                    |                   |                   |                                                                   |                   |                |                            |
| 21 | 21 | 〈夜帷〉 （）第一次的嫉妒 （）                   | 河口友美谷村大四郎 | 大峰輝之          | 大峰輝之          | 田中紀衣                                                          | 淺野恭司          | 2022年11月26日 | 30（5）短篇3（5）          |
| 代號「夜帷」的WISE女間諜費歐娜·佛洛斯特作為黃昏在醫院任職時的內應，長期對黃昏抱有好感並嫉妒約兒，便特意拜訪佛傑家並挑撥離間，意圖使約兒主動離開洛伊德、進而奪取黃昏之妻的寶座。然而安妮亞對銳意實行鐵腕教學的夜帷感到害怕，繼而使計勾起約兒和洛伊德對家庭關係的感性。看著佛傑一家和樂融融，加上深感洛伊德在妻小面前隱約真情流露，費歐娜便作罷離去，準備在下次任務中另謀機會大顯身手。彭德同樣因嫉妒而弄壞安妮亞心愛的企鵝布偶，安妮亞既傷心又生氣，直到洛伊德將布偶縫好，彭德也向她真心道歉，才使她們重歸於好。 |    |                                                  |                    |                   |                   |                                                                   |                   |                |                            |
| 22 | 22 | 地下網球賽 坎貝爾頓 （）                         | 加藤穗乃伽         | 三浦貴博          | 原田孝宏          | 河合拓也、田中裕介 山口智                                         | 嶋田和晃          | 2022年12月3日  | 31—32（6）                 |
| 黃昏和夜帷奉命從資產家凱比·坎貝爾手中取得一幅畫作，因為畫作內藏一份可能引發戰爭的暗號文件。為達此目的，兩人試圖在坎貝爾舉辦的地下網球賽事中取勝，並打算要求畫作作為獎品。輕鬆擊敗多位對手後，兩人於決賽對上坎貝爾的兒女，但他們先是在賽前遭到坎貝爾用毒氣陷害，又於比賽當中被配備高科技球拍的坎貝爾兄妹打得一時難以招架。不過數局之後，黃昏和夜帷重新調整好狀態，準備在佈滿機關的球場中反擊。 |    |                                                  |                    |                   |                   |                                                                   |                   |                |                            |
| 23 | 23 | 堅定不移的軌道 （）                              | 河口友美           | 本橋茉里          | 高橋謙仁 堀口和樹 | 村上達也、辻村歩 宮川智惠子、升谷由紀                             | 淺野恭司          | 2022年12月10日 | 33—34（6）                 |
| 坎貝爾兄妹機關算盡、甚至動用打橡膠彈的狙擊手也無法挽回局勢，最終由偽裝的黃昏和夜帷奪得冠軍寶座。然而坎貝爾正準備將畫作交予同樣準備調查暗號的保安局查收，迫使黃昏迅速喬裝成坎貝爾的下屬，趁機成功將畫作調包。完成任務後，夜帷送黃昏回家時巧遇在公園和安妮亞打網球的約兒，便提議和她切磋網球，但約兒超乎常理的運動能力讓夜帷甘拜下風。當畫作的暗號被破解後，證實該文件只是一場鬧劇，但整件事讓約兒和黃昏開始各自思考當前充滿虛偽和秘密的家庭關係。 |    |                                                  |                    |                   |                   |                                                                   |                   |                |                            |
| 24 | 24 | 母親的角色與妻子的角色 （）和朋友去購物 （）     | 加藤穂乃伽         | 黒木美幸          | 山本陽介 向山鶴美 | 河合拓也、田寄雅郁 牛尾優衣、村井夏織 山口智、田中裕介 米澤彩織   | 嶋田和晃          | 2022年12月17日 | 35（6）36（6）             |
| 約兒自認比不上費歐娜，擔憂自己和洛伊德的關係生變，洛伊德察覺異狀後和她到酒吧閒談，並判斷約兒可能愛上自己，試圖加以利用，但因對方酒醉下擊倒他而以失敗告終。一段短暫回憶後，約兒表現出對這個偽裝家庭的不捨。洛伊德察覺約兒自卑的情緒，並讚許她已是優秀的母親，兩人的嫌隙得以化解。安妮亞企圖拉近和達米安的關係，貝琪誤以為安妮亞心儀對方，便邀她一同購物治裝。安妮亞遲遲無法決定服裝，最後只買下成對的鑰匙圈，並將其中一個送給貝琪，作為兩人初次一同逛街的紀念禮物，貝琪的管家瑪莎，看到貝琪進校後的成長並感到欣慰。 |    |                                                  |                    |                   |                   |                                                                   |                   |                |                            |
| 25 | 25 | 接敵作戰 （）                                    | 谷村大四郎         | 古橋一浩          | 大峰輝之 上尾大   | 岡郁美、村上達也 伊澤珠美、南東壽幸 升谷由紀、下條祐未            | 淺野恭司 嶋田和晃 | 2022年12月24日 | 37（6） 38（7）            |
| 伊甸學園舉辦半年一度的懇親會，戒備森嚴的程度使黃昏無法直接潛入。安妮亞和黃昏都試圖跟蹤達米安以接近戴斯蒙德，然而和父親關係不睦的達米安不打算在會場外和父親碰面。經過安妮亞對他的一番挑釁後，達米安轉而決定和父親見面，化身洛伊德的黃昏也藉著接近達米安而首次和戴斯蒙德會面。一段愉快的談話過後，戴斯蒙德對洛伊德留下較好印象，而達米安受他們之間的談話影響，開始踏出與父親拉近關係的第一步。 |    |                                                  |                    |                   |                   |                                                                   |                   |                |                            |

### 第2季（2023年）
| 總集數 | 集數 （季） | 標題                                            | 編劇                 | 分鏡              | 演出              | 作畫監督                                                                    | 總作畫監督 | 首播日期       | 漫畫改編 話數（卷數）          |
| --- | ----------- | ----------------------------------------------- | -------------------- | ----------------- | ----------------- | --------------------------------------------------------------------------- | ---------- | -------------- | ------------------------------ |
| 26 | 1           | 跟蹤父親與母親吧 （）                           | 久尾歩               | 古橋一浩          | 古橋一浩 大峰輝之 | 山口智、浅野恭司 岡郁美                                                     | 嶋田和晃   | 2023年10月7日  | 番外2（3）                     |
| 約兒在與武裝組織〈赤紅馬戲團〉交戰時不慎被槍打中臀部，忍著劇痛並回家向家人隱瞞傷勢，誤以為是家庭失和的洛伊德為了取悅其心情，於隔天安排好行程而陪約兒外出約會。本負責看家的安妮亞和弗蘭基受好奇心驅使而一路尾隨，直到夜晚跟蹤到洛伊德和約兒聚餐的高級餐廳。但餐廳中的一名服務生剛好是〈赤紅馬戲團〉的殘黨，為了替同袍報仇而在約兒的酒中加進大量河豚毒素，然而對毒有抗性的約兒反而藉此緩解臀部的痛苦。殘黨於是決定去做炸彈，但安妮亞事先讀取殘黨的心思，按照他的想法預先製造炸彈反擊。計策成功後，安妮亞扮成殺手希望殘黨能金盆洗手，成功使父母的約會圓滿結束。                                               |             |                                                 |                      |                   |                   |                                                                             |            |                |                                |
| 27 | 2           | 彭德的生存戰略 （）達米安的野外學習 （）        | 谷村大四郎大河内一樓 | 黑木美幸          | 黑木美幸          | 浦未希子                                                                    | 嶋田和晃   | 2023年10月14日 | 40（7）39（7）                 |
| 彭德預感自己即將因吃下約兒的料理而死，為了生存而跑出家門、努力追蹤氣味找到任務中的洛伊德，協助他輕鬆完成任務後，成功使洛伊德提前回家而為牠做晚餐。另一方面，達米安希望再次被父親誇獎而刻苦學習以獲得星星，卻把自己弄得疲憊不堪、缺席早晨點名而被罰出公差，而艾彌爾和尤恩為了幫他而刻意違規受罰。三人因此被學校指導員格林帶去進行野外學習，經歷一天划船、釣魚、野炊而慢慢學會放空思緒，結束一天前共同躺在「星星之湖」的湖邊談論各自的夢想。 |             |                                                 |                      |                   |                   |                                                                             |            |                |                                |
| 28 | 3           | 任務與家人 （）華麗的彭德曼 （）童心／鬧鐘 （） | 大河内一樓 久尾步    | 境隼人            | 境隼人            | 松林志穗美                                                                  | 嶋田和晃   | 2023年10月21日 | 41（7）短篇7（10）後記（2、7） |
| 尤利負責跟監一名反政府作家福蘭克林·珀金，花費數日努力尋找他跟地下出版社聯繫的證據，但在此期間發現其部分動機是為了養活他的年邁父親。即使後來尤利成功找到證據逮捕珀金，卻也發現自己同樣是為了家人才從事保安局工作，於是承諾會幫其父申請經濟補助。另一方面，安妮亞收看最新一集《間諜大戰》，看到彭德曼身邊被眾多女郎圍繞，卻無法選出真正的伴侶，最後遭她們集體遺棄的劇情，本想跟貝琪深入探討卻被洛伊德勸阻。片尾彩蛋中包括安妮亞在商場坐動物電動車、陪父母去室外遊泳池、以及在夢中阻止炸弹倒計時卻最終睡過頭遲到的趣事。                                                                                      |             |                                                 |                      |                   |                   |                                                                             |            |                |                                |
| 29 | 4           | 智慧甜品 （）情報商的戀愛大作戰Ⅱ （）           | 谷村大四郎久尾歩     | 渕上真            | 細川慶胤          | 万怡、小磯由佳 藤巻裕一、荒尾英幸                                           | 嶋田和晃   | 2023年10月28日 | 42（7）43（7）                 |
| 安妮亞、貝琪、達米安、艾彌爾和尤恩互相爭奪校園傳說中“吃過即能變聰明”的「智慧甜品」，五人靠抽鬼牌決定誰能吃到最後四個馬卡龍。安妮亞擔心吃不到點心即考不好試，恐懼自己即將分到不同的班而開始痛哭，使達米安一時心軟而將勝利與甜品讓給安妮亞。然而吃下甜品導致精神百倍的安妮亞最終考試不理想，唯獨古語科目獲得較好成績而引起洛伊德留意。另一方面，弗朗基為了討心儀的咖啡廳女店員凱西的歡心，與街上巧遇的約兒一起尋找凱西的失蹤寵物貓。兩人費勁一番力氣成功找回貓，但弗朗基將貓送回時才發現凱西已有伴侶而白費功夫。而約兒剛回去工作就接到一通〈花園〉店長的來電，得知自己有新的任務。                           |             |                                                 |                      |                   |                   |                                                                             |            |                |                                |
| 30 | 5           | 越境作戰 （）                                   | 谷村大四郎           | 都築遥            | 都築遥            | 河合拓也                                                                    | 嶋田和晃   | 2023年11月4日  | 44（7） 45（8）                |
| 約兒得到的新任務是負責保護葛雷切黑幫家族的倖存者歐爾嘉母子與其隨從，以搭乘「羅蕾萊公主號」豪華郵輪的名義，安全引渡她們越境至第三國，在此期間全力保護她們免受篡奪家族權力之人僱用的眾多職業殺手傷害。而洛伊德和安妮亞在百貨商店參與抽獎，因安妮亞靠讀心能力看出抽獎玄機而輕鬆抽中一等獎，且正好也是「羅蕾萊公主號」郵輪之旅。佛傑一家三口因此為工作及旅行而共同搭上同一條船，而約兒同時想靠此行來結束自己的殺手工作。在危機四伏的郵輪上，約兒小心翼翼地保護歐爾嘉母子，與她們母子也產生一點共同語言。然而當歐爾嘉將自己兒子的名字透漏給約兒時，就被藏在船上某處偷聽的殺手情報商竊聽到，直接洩漏她們的行蹤。 |             |                                                 |                      |                   |                   |                                                                             |            |                |                                |
| 31 | 6           | 戰慄的豪華郵輪 （）                             | 谷村大四郎           | 頂真司            | 飛田剛            | 村井夏織、米澤彩織 西見晶一郎                                               | 嶋田和晃   | 2023年11月11日 | 46 - 48（8）                   |
| 隨著約兒一方的情報洩漏，使郵輪各處虎視眈眈的殺手們分別展開行動。殺手首領深知〈花園〉的棘手程度，便號召所有殺手通力合作、共享情報，平分賞金。部長下令約兒立刻帶領歐爾嘉三人至安全房間，同時下令儘量避免與敵人正面交戰，以防引起乘客騷動導致郵輪返航。約兒三人僥倖穿過殺手雲集的假面舞會後，來到安妮亞和洛伊德所在的購物區。然而這時一名手持鎖鐮的殺手巴納比現身攔路，使約兒面對一場無法避免的交戰。店裡的安妮亞得知母親在外交戰、卻又害怕父親會看見，只能說服父親進入試衣間換衣來拖延時間，由自己來秘密幫助母親。                                                                                           |             |                                                 |                      |                   |                   |                                                                             |            |                |                                |
| 32 | 7           | 為了誰的任務 （）                               | 谷村大四郎           | 黒沢守            | 小野勝吾          | 安達祐輔、伊藤弘樹 水谷汐里、迫江沙羅                                       | 嶋田和晃   | 2023年11月18日 | 48 - 50（8）                   |
| 安妮亞裝作沒認出母親、將約兒的戰鬥稱之為“馬戲團表演”而瞞過圍觀的乘客，為母親製造機會打敗巴納比，帶領歐爾嘉三人順利撤退至安全房間休息一晚。而守夜過程中，約兒回想起自己戰鬥時的腳步聲變得異常沉重，認為是源於自己害怕會受重傷、乃至會在自己家人面前暴露真實職業，由此質疑自己擔任殺手的意義何在。第二天，洛伊德陪伴安妮亞在郵輪上玩樂一整天以取悅其心情，卻造成安妮亞找不到機會離身去協助母親。父女倆晚間陪其他乘客共同去觀賞煙火表演時，約兒一行人收到接應船的聯繫而迅速動身，然而也使殺手首領找到她們的蹤跡，號召所有殺手立即行動。                                                                       |             |                                                 |                      |                   |                   |                                                                             |            |                |                                |
| 33 | 8           | 船上的交響曲 （）姐姐的藥草茶 （）              | 谷村大四郎           | 林勇雄            | 林勇雄 北井嘉樹   | 伊藤弘樹、緒方浩美 河合拓也、迫江沙羅 村井夏織、 山口智、米澤彩織           | 嶋田和晃   | 2023年11月25日 | 51 - 53（8）短篇6（8）         |
| 約兒一行人藉助煙火聲的掩護，準備透過船頂甲板前去另一頭的撤離點，然而剛上去就發現她們被大量殺手團團包圍。所幸有部長靠狙擊掩護，約兒及時將歐爾嘉一家藏入艙蓋下方躲避，無後顧之憂地與部長攜手共戰、殲滅大量敵人。然而隨著手持武士刀的最強殺手上陣，發揮出足以同時碾壓約兒和部長的強悍實力。心中出現顧慮的約兒再次陷入自我懷疑，被打倒且即將送命之際卻突然頓悟，自己是為了守護重要之人的安穩生活，由此找到戰鬥的理由而重新振作、不再迷茫，不惜受傷都要繼續奮戰。另一方面，尤利因任務過勞而感冒，在家受中尉照顧一整天，同時回憶起姐姐約兒曾為兒時的自己所泡的藥草茶。                                           |             |                                                 |                      |                   |                   |                                                                             |            |                |                                |
| 34 | 9           | 維繫未來的手 （）                               | 谷村大四郎           | 林勇雄 黑木美幸   | 原田孝宏 唐澤涼太 | 阿久澤友惠、安達祐輔 三浦龍                                                 | 嶋田和晃   | 2023年12月2日  | 54 - 55（9）                   |
| 約兒陷入苦戰的同時，殺手情報商意圖靠數枚定時炸彈將郵輪炸沉來一人獨吞賞金，在船艙內偷聽到情況的洛伊德基於安全考量，因此假扮船員前去協助拆彈工作。而托兒所中的安妮亞趁機溜走，將約兒掉落在下方甲板的格檔匕首扔回上方，讓約兒及時拾回武器而反敗為勝。全軍覆沒的殺手首領便與情報商互搶逃亡用的橡皮艇，恰好洛伊德因為時間緊迫而將最後一顆炸彈拋入海中，使橡皮艇上的兩人均被爆炸波及、落入海中餵鯊魚。歐爾嘉一家因此成功越境、平安逃離至第三國，分別前感謝約兒的救命恩情，使約兒的任務圓滿完成，並得到第二天的休假而準備與家人團聚。                                                                             |             |                                                 |                      |                   |                   |                                                                             |            |                |                                |
| 35 | 10          | 享受度假勝地吧 （）炫耀休假 （）                | 山崎莉乃             | 境隼人            | 境隼人            | 松林志穂美                                                                  | 嶋田和晃   | 2023年12月9日  | 56（9）57（9）                 |
| 郵輪抵達度假勝地所在的海島，使佛傑一家齊聚並享受難得的假期，分別體驗徒步、溜索、三人自行車、洞穴探險、騎馬、潛水、衝浪等活動。經歷一天的玩樂，疲勞不堪的安妮亞與約兒分別睡去，只能由洛伊德一人將妻女抱回船上，最終在第三天結束假期。回學校後，安妮亞試圖在達米安及其他同學面前炫耀自己的郵輪冒險經歷，打算以此討好達米安而得到機會去他家，但因為“真相”過於離奇，因此安妮亞不但沒受到關注、反而惹了一番嘲笑。安妮亞沮喪回家後，看著父母以及前來探望的尤利都為了隱瞞各自的真實職業與身份而撒謊，因為嫌累而決定收斂撒謊的行為。                                                                               |             |                                                 |                      |                   |                   |                                                                             |            |                |                                |
| 36 | 11          | 伯林特戀曲 （）〈夜帷〉的日常 （）              | 加藤穗乃伽           | 舛成孝二 原田孝宏 | 山本陽介          | 都築遥、阿久澤友惠 米澤彩織、浦未希子 三浦龍、伊藤香織 村井夏織、伊藤弘樹   | 嶋田和晃   | 2023年12月16日 | 59（9）原創                    |
| 貝琪深受喜愛的電視劇《伯林特戀曲》影響而臨時上門拜訪佛傑家，試圖向心儀的洛伊德提出交往，同時想方設法向洛伊德證明自己勝過約兒，最後還以假裝醉倒的方式進行勾引。但約兒誤以為自己不小心讓貝琪喝下酒而急忙將其送去醫院，一度被車撞到卻不痛不癢地繼續狂奔。不慎將事情鬧大的貝琪坦白自己的意圖並道歉，同時也被約兒的強悍所折服，為了讓自己變強而決定先拜約兒為師，等有朝一日虜獲洛伊德的芳心。另外包括夜帷在黃昏前去郵輪度假期間，單獨攬下WISE安排的所有任務的日常故事，而她也因為這段時間的努力而得到黃昏送的伴手禮。                                                                                           |             |                                                 |                      |                   |                   |                                                                             |            |                |                                |
| 37 | 12          | 家族的一員 （）                                 | 久尾歩               | 今井友紀子        | 今井友紀子        | 小林由美、緒方浩美 西見晶一郎、安達祐輔 米澤彩織、迫江沙羅 河合拓也、山口智 | 嶋田和晃   | 2023年12月23日 | 58（9）                        |
| 當安妮亞和約兒在家中練習折紙時，洛伊德陪彭德外出散步、同時帶牠到公園進行訓練。但性情溫和的彭德不擅長攻擊，為了得到洛伊德稱讚而開始用預知能力幫助他人，卻總是給民眾造成麻煩。正當彭德幾近放棄時，突然被附近的公寓火災吸引過去，奮不顧身衝入火場救出樓內的小狗「黛西」、讓牠平安跟主人團聚，同時還指引洛伊德抓獲蓄意縱火的犯人。彭德因皮毛沾到火苗而緊急澆水滅火，在洛伊德面前展示牠淋濕後會變得瘦巴巴的實際體形，但也因為這次英勇舉動而得到洛伊德誇獎、認可為佛傑家的一員。當他們回家後，安妮亞靠讀心得知事情經過，拿紙折的“星星”授予洛伊德和彭德作為獎勵。                                                 |             |                                                 |                      |                   |                   |                                                                             |            |                |                                |

## 藍光、DVD
| 卷數 | 卷數           | 發售日期       | 收錄集數      | 規格編號   | 規格編號                                                        | 封面人物                                    | 備註   |
| 卷數 | 卷數           | 發售日期       | 收錄集數      | 藍光版     | DVD版                                                           | 封面人物                                    | 備註   |
| ---- | -------------- | -------------- | ------------- | ---------- | --------------------------------------------------------------- | ------------------------------------------- | ------ |
|      | 1              | 2022年7月20日  | 第1集—第4集   | TBR-31352D | TDV-31353D                                                      | 洛伊德·佛傑                                 | [ 12 ] |
| 2    | 2022年9月21日  | 第5集—第8集    | TBR-31362D    | TDV-31363D | 安妮亞·佛傑                                                     |                                             | [ 12 ] |
| 3    | 2022年11月16日 | 第9集—第12集   | TBR-31365D    | TDV-31366D | 約兒·佛傑                                                       |                                             | [ 12 ] |
| 4    | 2023年1月18日  | 第13集—第16集  | TBR-31368D    | TDV-31369D | 彭德·佛傑                                                       |                                             | [ 12 ] |
| 5    | 2023年3月15日  | 第17集—第20集  | TBR-31371D    | TDV-31372D | 尤利·布萊爾                                                     |                                             | [ 12 ] |
| 6    | 2023年5月31日  | 第21集—第25集  | TBR-31374D    | TDV-31375D | 費歐娜·佛洛斯特                                                 |                                             | [ 12 ] |
|      | 1              | 2023年12月20日 | 第26集—第29集 | TBR-33234D | TDV-33235D                                                      | 安妮亞·佛傑 達米安·戴斯蒙德 貝琪·布萊克貝爾 | [ 13 ] |
| 2    | 2024年2月21日  | 第30集—第33集  | TBR-33236D    | TDV-33237D | 安妮亞·佛傑 洛伊德·佛傑 約兒·佛傑                               |                                             | [ 13 ] |
| 3    | 2024年4月17日  | 第34集—第37集  | TBR-33238D    | TDV-33239D | 洛伊德·佛傑、安妮亞·佛傑 約兒·佛傑、尤利·布萊爾 費歐娜·佛洛斯特 |                                             | [ 13 ] |

## 播放電視台
日本深夜動畫：下文記載的日本国内播放時間使用日本標準時間（UTC+9）表示。因為部分時間标识會採用30小时制，因此請留意这类超过24:00的时间，其實際播放時間為翌日清晨。

### 第一季
| 播放日期                                                 | 播放時間                                          | 播放電視台                                         | 播放地區／備註                                              |
| -------------------------------------------------------- | ------------------------------------------------- | -------------------------------------------------- | ----------------------------------------------------------- |
| 2022年4月9日—6月25日 2022年10月1日—12月24日              | 星期六 23時00分—23時30分                          | 東京電視台系列全6局                                | 北海道、關東廣域圈、愛知縣、 大阪府、岡山縣、香川縣、福岡縣 |
| 星期一 00時35分—01時05分                                 | BS東視                                            | BS/BS4K放送                                        |                                                             |
| AT-X                                                     | CS放送／有重播                                    | 2022年4月12日—6月28日 2022年10月4日—12月27日       | 星期二 01時45分—02時15分                                    |
| 新潟縣                                                   |                                                   | 星期二 02時00分—02時30分                           | 静岡電視台                                                  |
| 2022年4月13日—6月29日 2022年10月5日—12月28日             | 星期三 01時00分—01時30分                          | 東北放送                                           | 宮城縣／『寝られなアニメ』節目                              |
| 星期四 01時25分—01時55分                                 | 中國放送                                          | 廣島縣                                             | 2022年4月23日—7月9日 2022年10月22日—2023年1月21日           |
| TVU福島                                                  | 福島縣                                            | 2022年4月25日—7月18日 2022年10月31日—2023年1月30日 | 星期一 00時50分—01時20分                                    |
| 山梨縣                                                   | 2022年4月29日—7月15日 2022年10月14日—2023年1月6日 | 星期五 00時35分—01時05分                           | 和歌山電視台                                                |
| 2022年5月7日—8月13日 2022年11月12日—2023年3月11日        | 星期六 16時00分—16時30分                          | 長野朝日放送                                       | 長野縣                                                      |
| 星期六 20時30分—21時00分                                 | Animax                                            | BS/CS放送                                          | 2022年5月9日— 8月1日 2022年11月7日—2023年1月30日            |
| 琵琶湖放送                                               | 滋賀縣                                            |                                                    |                                                             |
| 東京電視台系列（包括BS東視及AT-X）和Animax都有字幕播放。 |                                                   |                                                    |                                                             |

### 第二季
| 播放日期                                               | 播放时间                       | 播放电视台                     | 播放地区／备注                                              |
| ------------------------------------------------------ | ------------------------------ | ------------------------------ | ----------------------------------------------------------- |
| 2023年10月7日 - 12月23日                               | 星期六 23:00 - 23:30           | 东京电视台系列全6局            | 北海道、关东广域圏、爱知县、 大阪府、冈山县、香川县、福冈县 |
| 星期日 10:00 - 10:30                                   | 大分朝日放送                   | 大分县                         |                                                             |
| BS东视                                                 | 日本全域                       | 2023年10月10日 - 2024年1月14日 | 星期二 22:00 - 22:30                                        |
| 日本全域                                               | 2023年10月13日 - 12月26日      | 星期四 0:26 - 0:56             | 东北放送                                                    |
|                                                        |                                | 长崎放送                       | 长崎县                                                      |
| 星期六 7:00 - 7:30                                     | 琉球放送                       | 冲绳县                         |                                                             |
| 静冈电视台                                             | 静冈县                         | 2023年10月17日 - 12月30日      | 星期一 25:00 - 25:30                                        |
| 奈良县                                                 | 2023年10月17日 - 2024年1月9日  | 星期二 17:25 - 17:55           | 琵琶湖放送                                                  |
| 2023年10月18日 - 2024年1月16日                         | 星期二 24:58 - 25:28           | TVU福岛                        | 福岛县                                                      |
| 星期二 25:24 - 25:54                                   | 秋田放送                       | 秋田县                         |                                                             |
| 新潟电视台21                                           | 新潟县                         | 2023年10月20日 - 2024年1月5日  | 星期四 24:05 - 24:35                                        |
| 和歌山县                                               | 2023年10月20日 - 2024年1月12日 | 星期四 24:26 - 24:56           | 中国放送                                                    |
|                                                        | 星期四 25:29 - 25:59           | 熊本县民电视台                 | 熊本县                                                      |
| 星期五 19:30 - 20:00                                   | 岐阜放送                       | 岐阜县                         | 2023年10月21日 -                                            |
| 郁金香电视台                                           | 富山县                         | 2023年10月22日 -               | 星期六 25:55 - 25:25                                        |
| 爱媛县                                                 |                                | 星期六 25:15 - 25:45           | 樱桃电视台                                                  |
| 2023年10月23日 - 2024年1月15日                         | 星期日 24:50 - 24:20           | 山梨电视台                     | 山梨县                                                      |
| 星期五 25:53 - 26:23                                   | IBC岩手放送                    | 岩手县                         | 2023年10月28日 - 2024年1月27日                              |
| Animax                                                 | 日本全域                       | 2023年11月4日 - 2024年3月2日   | 星期六 16:00 - 16:30                                        |
| 长野县                                                 | 2023年11月19日 - 2024年2月11日 | 星期六 25:58 - 26:28           | 高知电视台                                                  |
| 2023年11月25日 - 2024年2月10日                         | 星期五 25:53 - 26:23           | 山阴放送                       | 岛根县、鸟取县                                              |
| 东京电视台系列（包括BS东视及AT-X）和Animax都有字幕播放 |                                |                                |                                                             |

## 播映平台
| 播映國家＆地區                  | 播映平台              | 播映日期                                                          | 播映時間                                                                             | 備註      |
| Part1                           | Part1                 | Part1                                                             | Part1                                                                                | Part1     |
| ------------------------------- | --------------------- | ----------------------------------------------------------------- | ------------------------------------------------------------------------------------ | --------- |
| 臺灣                            | 巴哈姆特動畫瘋        | 2022年4月9日—2022年6月25日                                        | 星期六 23:00（UTC+8）                                                                | [ 21 ]    |
| 臺灣                            | 中華電信MOD           | 2022年4月9日—2022年6月25日                                        | 星期六 23:00（UTC+8）                                                                |           |
| 臺灣                            | Hami Video            | 2022年4月9日—2022年6月25日                                        | 星期六 23:00（UTC+8）                                                                |           |
| 臺灣                            | LiTV 線上影視         | 2022年4月9日—2022年6月25日                                        | 星期六 23:00（UTC+8）                                                                |           |
| 臺灣                            | MyVideo               | 2022年4月9日—2022年6月25日                                        | 星期六 23:00（UTC+8）                                                                | [ 22 ]    |
| 臺灣                            | KKTV                  | 2022年4月9日—2022年6月25日                                        | 星期六 23:00（UTC+8）                                                                |           |
| 臺灣                            | LINE TV               | 2022年4月9日—2022年6月25日                                        | 星期六 23:00（UTC+8）                                                                | [ 23 ]    |
| 臺灣                            | Yahoo TV              | 2022年4月9日—2022年6月25日                                        | 星期六 23:00（UTC+8）                                                                | [ 24 ]    |
| 臺灣                            | 遠傳friDay影音        | 2022年4月9日—2022年6月25日                                        | 星期六 23:00（UTC+8）                                                                |           |
| 臺灣                            | bbTV                  | 2022年4月9日—2022年6月25日                                        | 星期六 23:00（UTC+8）                                                                |           |
| 臺灣                            | 愛奇藝                | 2022年4月9日—2022年6月25日                                        | 星期六 23:00（UTC+8）                                                                | [ 25 ]    |
| 香港、澳門、臺灣                | bilibili              | 2022年4月9日—2022年6月25日                                        | 星期六 23:00（UTC+8）                                                                | [ 26 ]    |
| 部分地區                        | Netflix               | 2022年4月9日—2022年6月25日                                        | 星期六 23:00（UTC+8）                                                                | [ 27 ]    |
| 香港                            | myTV Gold             | 2022年4月9日—2022年6月25日                                        | 星期六 23:00（UTC+8）                                                                | [ 註 5 ]  |
| 香港、臺灣、新加坡              | Disney+               | 2022年6月1日—2022年7月27日                                        | 星期三15:00（UTC+8）                                                                 | [ 28 ]    |
| 中國大陸                        | 哔哩哔哩              | 2022年4月30日—2022年7月16日                                       | 星期六 21:00（UTC+8）                                                                | [ 29 ]    |
| 中國大陸                        | 爱奇艺                | 2022年4月30日—2022年7月16日                                       | 星期六 21:00（UTC+8）                                                                | [ 30 ]    |
| 中國大陸                        | 腾讯视频              | 2022年4月30日—2022年7月16日                                       | 星期六 21:00（UTC+8）                                                                | [ 31 ]    |
| 美國、加拿大、英國、 法國、德國 | Crunchyroll           | 2022年4月9日—2022年6月25日                                        | 星期六 10:30（UTC-5）                                                                | [ 32 ]    |
| 韓國                            | Aniplus               | 2022年4月10日—2022年6月26日                                       | 星期日，00:00—00:30（UTC+9）                                                         | [ 33 ]    |
| 韓國                            | Aniplus               | 2022年7月11日—                                                    | 星期一，23:00—23:30（UTC+9）                                                         | [ 註 6 ]  |
| 臺灣                            | 衛視中文台            | 2022年7月9日—8月14日                                              | 星期六、日，18:00—19：00（UTC+8）                                                    | [ 註 7 ]  |
| 臺灣                            | 衛視電影台            | 2022年7月23日—                                                    | 星期六、日，20:00—21：00（UTC+8）                                                    | [ 註 7 ]  |
| 臺灣                            | 木棉花台灣YouTube頻道 | 2022年8月15日—                                                    | 21:30（UTC+8）                                                                       | [ 35 ]    |
| 中國大陸                        | 哔哩哔哩              | 2022年9月30日—                                                    | 星期五 18:00（UTC+8）                                                                | [ 註 8 ]  |
| 中國大陸                        | 哔哩哔哩              | 2022年10月22日—                                                   | 星期六 21:30（UTC+8）                                                                | [ 註 9 ]  |
| 香港、澳門                      | hmvod                 | 全集上架                                                          | 全集上架                                                                             | 全集上架  |
| 香港                            | ViuTV                 | 2023年1月8日—2月12日（首播） 2023年12月30日—2024年3月23日（重播） | 星期日 22:30—23:30（首播)（UTC+8） 星期六或星期日 《週六好戲勢》後播映30分鐘（重播） | [ 註 24 ] |
| 臺灣                            | 公視台語台            | 2024年1月6日-                                                     | 星期六 20:00 星期日 11:00（重播）                                                    | [ 註 25 ] |
| Part2                           |                       |                                                                   |                                                                                      |           |
| 臺灣                            | 巴哈姆特動畫瘋        | 2022年10月1日—2022年12月24日                                      | 星期六 23:00（UTC+8）                                                                |           |
| 臺灣                            | 中華電信MOD           | 2022年10月1日—2022年12月24日                                      | 星期六 23:00（UTC+8）                                                                |           |
| 臺灣                            | Hami Video            | 2022年10月1日—2022年12月24日                                      | 星期六 23:00（UTC+8）                                                                |           |
| 臺灣                            | LiTV 線上影視         | 2022年10月1日—2022年12月24日                                      | 星期六 23:00（UTC+8）                                                                |           |
| 臺灣                            | MyVideo               | 2022年10月1日—2022年12月24日                                      | 星期六 23:00（UTC+8）                                                                |           |
| 臺灣                            | KKTV                  | 2022年10月1日—2022年12月24日                                      | 星期六 23:00（UTC+8）                                                                |           |
| 臺灣                            | LINE TV               | 2022年10月1日—2022年12月24日                                      | 星期六 23:00（UTC+8）                                                                |           |
| 臺灣                            | Yahoo TV              | 2022年10月1日—2022年12月24日                                      | 星期六 23:00（UTC+8）                                                                |           |
| 臺灣                            | 遠傳friDay影音        | 2022年10月1日—2022年12月24日                                      | 星期六 23:00（UTC+8）                                                                |           |
| 臺灣                            | bbTV                  | 2022年10月1日—2022年12月24日                                      | 星期六 23:00（UTC+8）                                                                |           |
| 臺灣                            | 愛奇藝                | 2022年10月1日—2022年12月24日                                      | 星期六 23:00（UTC+8）                                                                |           |
| 臺灣                            | 亂搭                  | 2022年10月1日—2022年12月24日                                      | 星期六 23:00（UTC+8）                                                                |           |
| 香港、澳門、臺灣                | bilibili              | 2022年10月1日—2022年12月24日                                      | 星期六 23:00（UTC+8）                                                                |           |
| 部分地區                        | Netflix               | 2022年10月1日—2022年12月24日                                      | 星期六 23:00（UTC+8）                                                                | [ 27 ]    |
| 香港                            | Viu OTT               | 2022年10月1日—2022年12月24日                                      | 星期六 23:00（UTC+8）                                                                | [ 註 26 ] |
| 香港                            | Viu 頻道自選服務      | 2022年10月1日—2022年12月24日                                      | 星期六 23:00（UTC+8）                                                                |           |
| 香港                            | myTV Gold             | 2022年10月1日—2022年12月24日                                      | 星期六 23:00（UTC+8）                                                                |           |
| 香港、澳門                      | hmvod                 | 2022年10月1日—2022年12月24日                                      | 星期六 23:00（UTC+8）                                                                |           |
| 香港、臺灣、新加坡              | Disney+               | 2022年10月1日—2022年12月24日                                      | 星期六 23:00（UTC+8）                                                                |           |
| 中國大陸                        | 哔哩哔哩              | 2023年10月22日— 2023年1月14日                                     | 星期六 21:00（UTC+8）                                                                |           |
| 中國大陸                        | 爱奇艺                | 2023年10月22日— 2023年1月14日                                     | 星期六 21:00（UTC+8）                                                                |           |
| 中國大陸                        | 腾讯视频              | 2023年10月22日— 2023年1月14日                                     | 星期六 21:00（UTC+8）                                                                |           |
| 台湾                            | 衛視中文台            | 2023年1月1日—1月29日（ep.13—21） 2023年2月4日—2月12日（ep.22—25） | 星期六、日 18:00—19:00（UTC+8） 星期六、日 17:30—18:00（UTC+8）                      | [ 註 7 ]  |
| 香港                            | ViuTV                 | 2023年2月19日—3月26日（首播） 2024年3月30日—6月29日(重播)         | 星期日22:30—23:30（UTC+8）（首播） 星期六或星期日 《週六好戲勢》後播映30分鐘（重播） | [ 註 42 ] |
| 臺灣                            | 公視台語台            | 2024年-                                                           |                                                                                      | [ 註 25 ] |

| 播映國家、地區 | 播映平台                   | 播映日期                | 播映時間                    | 備註 |
| -------------- | -------------------------- | ----------------------- | --------------------------- | ---- |
| 臺灣           | 巴哈姆特動畫瘋             | 2023年10月7日—12月23日  | 星期六 23:00（UTC+8）       |      |
| 臺灣           | 木棉花TW YT                | 2023年10月7日—12月23日  | 星期六 23:00（UTC+8）       |      |
| 臺灣           | 愛奇藝國際版               | 2023年10月7日—12月23日  | 星期六 23:00（UTC+8）       |      |
| 臺灣           | KKTV                       | 2023年10月7日—12月23日  | 星期六 23:00（UTC+8）       |      |
| 臺灣           | LINE TV                    | 2023年10月7日—12月23日  | 星期六 23:00（UTC+8）       |      |
| 臺灣           | LiTV 線上影視              | 2023年10月7日—12月23日  | 星期六 23:00（UTC+8）       |      |
| 臺灣           | Ofiii 歐飛                 | 2023年10月7日—12月23日  | 星期六 23:00（UTC+8）       |      |
| 臺灣           | friDay影音                 | 2023年10月7日—12月23日  | 星期六 23:00（UTC+8）       |      |
| 臺灣           | MyVideo                    | 2023年10月7日—12月23日  | 星期六 23:00（UTC+8）       |      |
| 臺灣           | Hami Video                 | 2023年10月7日—12月23日  | 星期六 23:00（UTC+8）       |      |
| 臺灣           | 中華電信MOD                | 2023年10月7日—12月23日  | 星期六 23:00（UTC+8）       |      |
| 臺灣           | CATCHPLAY+                 | 2023年10月7日—12月23日  | 星期六 23:00（UTC+8）       |      |
| 臺灣           | 亂搭                       | 2023年10月7日—12月23日  | 星期六 23:00（UTC+8）       |      |
| 部分地區       | Netflix                    | 2023年10月7日—12月23日  | 星期六 23:00（UTC+8）       |      |
| 香港           | Viu OTT                    | 2023年10月7日—12月23日  | 星期六 23:00（UTC+8）       |      |
| 香港           | Viu 頻道自選服務（now E）  | 2023年10月7日—12月23日  | 星期六 23:00（UTC+8）       |      |
| 香港           | myTV Gold                  | 2023年10月7日—12月23日  | 星期六 23:00（UTC+8）       |      |
| 香港           | Viu 頻道自選服務（now TV） | 2023年10月14日—12月30日 | 星期六 23:00（UTC+8）       |      |
| 中國大陸       | bilibili                   | 2023年11月11日—         | 星期六 20:00（UTC+8）       |      |
| 香港           | ViuTV                      | 2024年8月18日—11月3日   | 星期日 23:30—00:00（UTC+8） |      |

### 播映爭議
第2部第2话在东京电视台广播网中，由于要播放2022年世界乒乓球团体锦标赛决赛日本对战中国，原定于2022年10月8日23:50播出，但由于比赛中女子决赛中国以3:0击败日本，提早结束比赛，加上另一部节目播放时间调整，导致本话提早至23:26播出，导致众多电视观众设定的录影机定时未跟上，错过了本话节目录制，众多观众在Twitter表达不满，东京电视台之后表示会考虑重播该话。

## 迴響
| 年份 | 獎項                   | 類別                         | 入圍者                           | 結果   | 來源   |
| ---- | ---------------------- | ---------------------------- | -------------------------------- | ------ | ------ |
| 2022 | 第12屆Newtype動畫大賞  | 最佳動畫                     | 《SPY×FAMILY間諜家家酒》         | 第二名 | [ 43 ] |
| 2022 | 第12屆Newtype動畫大賞  | 最佳男角色                   | 洛伊德·佛傑                      | 第三名 | [ 43 ] |
| 2022 | 第12屆Newtype動畫大賞  | 最佳女角色                   | 安妮亞·佛傑                      | 第四名 | [ 43 ] |
| 2022 | 第12屆Newtype動畫大賞  | 最佳女角色                   | 約兒·佛傑                        | 第六名 | [ 43 ] |
| 2022 | 第12屆Newtype動畫大賞  | 最佳男聲優                   | 江口拓也                         | 第五名 | [ 43 ] |
| 2022 | 第12屆Newtype動畫大賞  | 最佳女聲優                   | 早見沙織                         | 第四名 | [ 43 ] |
| 2022 | 第12屆Newtype動畫大賞  | 最佳女聲優                   | 種崎敦美                         | 第五名 | [ 43 ] |
| 2022 | 第12屆Newtype動畫大賞  | 最佳主題曲                   | 〈混合堅果〉（Official髭男dism） | 第五名 | [ 43 ] |
| 2022 | 第12屆Newtype動畫大賞  | 最佳導演                     | 古橋一浩                         | 第五名 | [ 43 ] |
| 2022 | 第12屆Newtype動畫大賞  | 最佳角色設計                 | 嶋田和晃                         | 第二名 | [ 43 ] |
| 2022 | 第12屆Newtype動畫大賞  | 最佳吉祥物角色               | 安妮亞·佛傑                      | 獲獎   | [ 43 ] |
| 2022 | 第12屆Newtype動畫大賞  | 最佳劇本                     | 古橋一浩                         | 第三名 | [ 43 ] |
| 2022 | 第12屆Newtype動畫大賞  | 最佳原聲帶                   | (K)NoW_NAME                      | 第三名 | [ 43 ] |
| 2022 | IGN獎                  | 最佳動畫影集                 | 《SPY×FAMILY間諜家家酒》         | 提名   | [ 44 ] |
| 2022 | 網路流行語大賞         | Pixiv獎                      | 《SPY×FAMILY間諜家家酒》         | 獲獎   | [ 45 ] |
| 2023 | 第5屆全球電視需求獎    | 年度最受歡迎動畫影集         | 《SPY×FAMILY間諜家家酒》         | 提名   | [ 46 ] |
| 2023 | 東京動畫獎             | 年度電視動畫                 | 《SPY×FAMILY間諜家家酒》         | 獲獎   | [ 47 ] |
| 2023 | 第7屆Crunchyroll動畫獎 | 年度動畫                     | 《SPY×FAMILY間諜家家酒》         | 提名   | [ 48 ] |
| 2023 | 第7屆Crunchyroll動畫獎 | 最佳動作                     | 《SPY×FAMILY間諜家家酒》         | 提名   | [ 48 ] |
| 2023 | 第7屆Crunchyroll動畫獎 | 最佳動畫                     | 《SPY×FAMILY間諜家家酒》         | 提名   | [ 48 ] |
| 2023 | 第7屆Crunchyroll動畫獎 | 最佳角色設計                 | 古橋一浩                         | 提名   | [ 48 ] |
| 2023 | 第7屆Crunchyroll動畫獎 | 最佳喜劇                     | 《SPY×FAMILY間諜家家酒》         | 獲獎   | [ 48 ] |
| 2023 | 第7屆Crunchyroll動畫獎 | 最佳新影集                   | 《SPY×FAMILY間諜家家酒》         | 獲獎   | [ 48 ] |
| 2023 | 第7屆Crunchyroll動畫獎 | 最佳配樂                     | (K)now Name                      | 提名   | [ 48 ] |
| 2023 | 第7屆Crunchyroll動畫獎 | 最佳主角                     | 洛伊德·佛傑                      | 提名   | [ 48 ] |
| 2023 | 第7屆Crunchyroll動畫獎 | 最佳配角                     | 約兒·佛傑                        | 提名   | [ 48 ] |
| 2023 | 第7屆Crunchyroll動畫獎 | 最佳配角                     | 安妮亞·佛傑                      | 獲獎   | [ 48 ] |
| 2023 | 第7屆Crunchyroll動畫獎 | 「必須不惜一切代價保護」角色 | 安妮亞·佛傑                      | 獲獎   | [ 48 ] |
| 2023 | 第7屆Crunchyroll動畫獎 | 最佳導演                     | 古橋一浩                         | 提名   | [ 48 ] |
| 2023 | 第7屆Crunchyroll動畫獎 | 最佳片頭歌曲                 | 〈混合堅果〉（Official髭男dism） | 提名   | [ 48 ] |
| 2023 | 第7屆Crunchyroll動畫獎 | 最佳片尾歌曲                 | 喜劇                             | 獲獎   | [ 48 ] |
| 2023 | 第7屆Crunchyroll動畫獎 | 最佳動畫歌曲                 | 喜劇                             | 提名   | [ 48 ] |
| 2023 | 第7屆Crunchyroll動畫獎 | 最佳聲優表現（日語）         | 種崎敦美（安妮亞·佛傑）          | 提名   | [ 48 ] |
| 2023 | 第7屆Crunchyroll動畫獎 | 最佳聲優表現（英語）         | 娜塔莉·范·西絲汀（約兒·佛傑）    | 提名   | [ 48 ] |
| 2023 | 第7屆Crunchyroll動畫獎 | 最佳聲優表現（葡萄牙語）     | 妮娜·卡瓦略（安妮亞·佛傑）       | 獲獎   | [ 48 ] |
| 2023 | 第7屆Crunchyroll動畫獎 | 最佳聲優表現（西班牙語）     | 米格爾·德·利昂（洛伊德·佛傑）    | 提名   | [ 48 ] |
| 2023 | 日本角色大賞           | 角色授權獎                   | 《SPY×FAMILY間諜家家酒》         | 獲獎   | [ 49 ] |
| 2023 | 日本金唱片大獎         | 年度下載歌曲（日語）         | 〈混合堅果〉（Official髭男dism） | 獲獎   | [ 50 ] |
| 2023 | 日本金唱片大獎         | 最佳3首下載歌曲              | 〈混合堅果〉（Official髭男dism） | 獲獎   | [ 50 ] |
| 2023 | 日本金唱片大獎         | 年度串流歌曲（日語）         | 〈混合堅果〉（Official髭男dism） | 獲獎   | [ 50 ] |
| 2023 | 日本金唱片大獎         | 最佳5首串流歌曲              | 〈混合堅果〉（Official髭男dism） | 獲獎   | [ 50 ] |
| 2023 | 第45屆Anime Grand Prix | 作品部門                     | 《SPY×FAMILY間諜家家酒》         | 第三名 | [ 51 ] |
| 2023 | 第45屆Anime Grand Prix | 最佳角色                     | 安妮亞·佛傑                      | 獲獎   | [ 51 ] |
| 2023 | 第45屆Anime Grand Prix | 最佳主題曲                   | 〈混合堅果〉（Official髭男dism） | 獲獎   | [ 51 ] |
| 2023 | 第45屆Anime Grand Prix | 最佳聲優                     | 種崎敦美                         | 第二名 | [ 51 ] |
| 2023 | 第45屆Anime Grand Prix | 最佳聲優                     | 早見沙織                         | 第八名 | [ 51 ] |
| 2023 | 第13屆Newtype動畫大賞  | 最佳男角色                   | 洛伊德·佛傑                      | 第二名 | [ 52 ] |
| 2023 | 第13屆Newtype動畫大賞  | 最佳女角色                   | 約兒·佛傑                        | 第八名 | [ 52 ] |
| 2023 | 第13屆Newtype動畫大賞  | 最佳主題曲                   | 〈SOUVENIR〉（BUMP OF CHICKEN）  | 第九名 | [ 52 ] |
| 2023 | 第13屆Newtype動畫大賞  | 最佳吉祥物角色               | 安妮亞·佛傑                      | 第四名 | [ 52 ] |

## 劇場版
2022年12月18日宣布製作劇場版動畫，預定於2023年上映。
2023年3月26日，宣布片名為《劇場版 SPY×FAMILY CODE: White》，上映日期為2023年12月22日。

## 外部連結
- 電視動畫官方網站（日語）
- 電視動畫官方的X（前Twitter）（日語）